# Sydney 2000 Olympics: Bud Greenspan's Gold from Down Under
Sydney 2000 Olympics: Bud Greenspan's Gold from Down Under è un film documentario del 2001 diretto da Bud Greenspan.
Il documentario riguarda i Giochi della XXVII Olimpiade di Sydney, ed è stato realizzato dallo specialista Greenspan con la collaborazione dei montatori Andrew Squicciarini e Sydney Thayer (accreditati anche della regia). Il film è stato presentato in anteprima il 26 agosto 2001 dal network statunitense Showtime.

## Trama
Il film combina il materiale video girato nel corso dei Giochi olimpici ad interviste ai protagonisti e ad un approfondimento di alcune storie personali, tra i quali il mezzofondista etiope Haile Gebrselassie.

## I diritti televisivi del film della rete televisiva Showtime
Dopo che i film ufficiali dei Giochi olimpici di Seoul 1988, Barcellona 1992 e Atlanta 1996 erano stati proposti in prima visione televisiva sui canali di Disney Channel, dal 2001 è stata la rete televisiva Showtime (tra l'altro produttrice del telefilm Dexter) ad acquisire i diritti per la messa in onda televisiva in esclusiva dei film, realizzati da Bud Greenspan e la sua Cappy Production sulle Olimpiadi di Sydney 2000 e Atene 2004.

## Significato di una locuzione nel titolo
Il "Down Under" del titolo del film è il termine colloquiale con il quale nei paesi anglosassoni ci si riferisce all'Australia e, occasionalmente, alla Nuova Zelanda, in italiano suonerebbe come "giù di sotto" e pertanto si intuisce chiaramente il riferimento alla posizione geografica del nuovissimo continente.